# Chaetodon lineolatus
Chaetodon lineolatus är en fiskart som beskrevs av Cuvier, 1831. Chaetodon lineolatus ingår i släktet Chaetodon och familjen Chaetodontidae. IUCN kategoriserar arten globalt som livskraftig. Inga underarter finns listade i Catalogue of Life.